# Anna Rankin
Anna Rankin (* 8. Dezember 1989 in Invercargill) ist eine neuseeländische Badmintonspielerin. 

## Karriere
Anna Rankin gewann bei den neuseeländischen Badmintonmeisterschaften 2009 Silber im Dameneinzel. Ein Jahr später wurde sie Dritte bei den Canterbury International 2010. Bei den nationalen Titelkämpfen 2012 gewann sie Silber, bei der Ozeanienmeisterschaft des gleichen Jahres Bronze im Einzel.